# Carl Holst
Carl Holst (ur. 29 kwietnia 1970 w Rødding) – duński polityk, nauczyciel i samorządowiec, deputowany, w 2015 minister obrony.

## Życiorys
W 1996 ukończył szkołę nauczycielską Haderslev Statsseminarium, do 2000 pracował jako nauczyciel. W 1992 dołączył do liberalnej partii Venstre, w latach 1993–1995 kierował jej organizacją młodzieżową Venstres Ungdom. Od 1996 był radnym okręgu Jutlandia Południowa. W 2000 objął stanowisko burmistrza tej jednostki administracyjnej, pełniąc tę funkcję do 31 grudnia 2006, z którym to dniem wprowadzano nowy podział administracyjny kraju. Następnego dnia stanął na czele regionu administracyjnego Dania Południowa.
W wyborach w 2015 uzyskał mandat posła do duńskiego parlamentu (Folketingetu). Gdy w czerwcu tegoż roku Lars Løkke Rasmussen ponownie objął urząd premiera, nominował go na ministra obrony i współpracy nordyckiej w swoim gabinecie. Podał się do dymisji we wrześniu 2015.
W 2012 odznaczony Orderem Zasługi Landu Szlezwik-Holsztyn.